# العلاقات الأيرلندية المالطية
العلاقات الأيرلندية المالطية هي العلاقات الثنائية التي تجمع بين جمهورية أيرلندا ومالطا.

## مقارنة بين البلدين
هذه مقارنة عامة ومرجعية للدولتين:
| وجه المقارنة                                              | جمهورية أيرلندا                                       | مالطا                                                     |
| --------------------------------------------------------- | ----------------------------------------------------- | --------------------------------------------------------- |
| المساحة (كم2)                                             | 70.27 ألف                                             | 316                                                       |
| عدد السكان (نسمة)                                         | 4.76 مليون                                            | 465.29 ألف                                                |
| الكثافة السكانية (ن./كم²)                                 | 67.74                                                 | 147.24 ألف                                                |
| العاصمة                                                   | دبلن                                                  | فاليتا                                                    |
| اللغة الرسمية                                             | اللغة الأيرلندية، لغة إنجليزية، الإنجليزية الأيرلندية | اللغة المالطية، لغة إنجليزية                              |
| العملة                                                    | جنيه أيرلندي، يورو، عملات اليورو الأيرلندية           | يورو، ليرة مالطية                                         |
| الناتج المحلي الإجمالي (بليون دولار)                      | 333.73 مليار                                          | 12.54 مليار                                               |
| الناتج المحلي الإجمالي (تعادل القوة الشرائية) بليون دولار | 318.16 مليار                                          | 14.68 مليار                                               |
| الناتج المحلي الإجمالي الاسمي للفرد دولار أمريكي          | 61.13 ألف                                             | 22.60 ألف                                                 |
| الناتج المحلي الإجمالي للفرد دولار أمريكي                 |                                                       |                                                           |
| مؤشر التنمية البشرية                                      | 0.916                                                 | 0.839                                                     |
| رمز المكالمات الدولي                                      | +353                                                  | +356                                                      |
| رمز الإنترنت                                              | .ie                                                   | .mt                                                       |
| المنطقة الزمنية                                           | 00، ت ع م+01:00، أوروبا/دبلن ‏                         | توقيت وسط أوروبا، ت ع م+01:00، ت ع م+02:00، أوروبا/مالطا ‏ |

## مدن متوأمة
في ما يلي قائمة باتفاقيات التوأمة بين مدن أيرلندية ومالطية:
- ترتبط بوندوران مع مارساسكالا باتفاقية توأمة.

## منظمات دولية مشتركة
يشترك البلدان في عضوية مجموعة من المنظمات الدولية، منها:
| علم المنظمة | اسم المنظمة                               | تاريخ انضمام جمهورية أيرلندا | تاريخ انضمام مالطا |
| ----------- | ----------------------------------------- | ---------------------------- | ------------------ |
|             | الاتحاد الأوروبي                          | 1973                         | 1 مايو 2004        |
|             | وكالة ضمان الاستثمار متعدد الأطراف        | 27 أكتوبر 1989               | 12 سبتمبر 1990     |
|             | الأمم المتحدة                             | 14 ديسمبر 1955               | 1 ديسمبر 1964      |
|             | الفريق المعني برصد الأرض                  | ?                            | ?                  |
|             | منظمة حظر الأسلحة الكيميائية              | ?                            | ?                  |
|             | منظمة التجارة العالمية                    | ?                            | ?                  |
|             | منظمة الشرطة الجنائية الدولية             | ?                            | ?                  |
|             | منظمة الأمن والتعاون في أوروبا            | 25 يونيو 1973                | 25 يونيو 1973      |
|             | يونسكو                                    | 3 أكتوبر 1961                | 10 فبراير 1965     |
|             | مجلس أوروبا                               | ?                            | ?                  |
|             | الاتحاد البريدي العالمي                   | ?                            | ?                  |
|             | البنك الدولي للإنشاء والتعمير             | 8 أغسطس 1957                 | 26 سبتمبر 1983     |
|             | المنظمة الهيدروغرافية الدولية             | ?                            | ?                  |
|             | الاتحاد الدولي للاتصالات                  | 8 ديسمبر 1923                | 1965               |
|             | مؤسسة التمويل الدولية                     | 11 سبتمبر 1958               | 1 يونيو 2005       |
|             | المنظمة الأوروبية لسلامة الملاحة الجوية   | 1965                         | 1989               |
|             | المركز الدولي لتسوية المنازعات الاستشارية | 7 مايو 1981                  | 3 ديسمبر 2003      |
|             | مجموعة أستراليا                           | 1985                         | 2004               |
|             | مجموعة الموردين النوويين                  | ?                            | ?                  |

## أعلام
هذه قائمة لبعض الشخصيات التي تربطها علاقات بالبلدين:
- شون سوليفان (لاعب كرة قدم، 16 سبتمبر 1971 – )

## وصلات خارجية
- موقع وزارة الخارجية الأيرلندية
- موقع وزارة الخارجية المالطية